# Premier Soccer League (Zimbabwe)
La Premier Soccer League è la massima serie del campionato zimbabwese di calcio. È stata istituita nel 1980, anno di indipendenza dello stato, sebbene un campionato locale si disputasse già dal 1962.

## Albo d'oro
- 1962:  Bulawayo Rovers
- 1963:  Dynamos (Salisbury)
- 1964:  Bulawayo Rovers
- 1965:  Dynamos (Salisbury)
- 1966:  Dynamos
- 1967:  State House Tornados (Salisbury)
- 1968:  Bulawayo Sables
- 1969:  Bulawayo Sables
- 1970:  Dynamos (Salisbury)
- 1971:  Arcadia (Salisbury)
- 1972:  Harare Sables[1]
- 1973:  Metal Box
- 1974:  Harare Sables
- 1975:  Chibuku Shumba
- 1976:  Dynamos (Salisbury)
- 1977:  Zimbabwe Saints
- 1978:  Dynamos (Salisbury)
- 1979:  CAPS Utd (Salisbury)
- 1980:  Dynamos
- 1981:  Dynamos
- 1982:  Dynamos
- 1983:  Dynamos
- 1984:  Black Rhinos
- 1985:  Dynamos
- 1986:  Dynamos
- 1987:  Black Rhinos
- 1988:  Zimbabwe Saints
- 1989:  Dynamos
- 1990:  Highlanders
- 1991:  Dynamos
- 1992:  Black Aces
- 1993:  Highlanders
- 1994:  Dynamos
- 1995:  Dynamos
- 1996:  CAPS Utd
- 1997:  Dynamos
- 1998: non disputato
- 1999:  Highlanders
- 2000:  Highlanders
- 2001:  Highlanders
- 2002:  Highlanders
- 2003:  Amazulu
- 2004:  CAPS Utd
- 2005:  CAPS Utd
- 2006:  Highlanders
- 2007:  Dynamos
- 2008:  Monomotapa United
- 2009:  Gunners
- 2010:  Motor Action
- 2011:  Dynamos
- 2012:  Dynamos
- 2013:  Dynamos
- 2014:  Dynamos
- 2015:  Chicken Inn
- 2016:  CAPS Utd
- 2017:  Platinum
- 2018:  Platinum
- 2019:  Platinum
- 2020: non disputato
- 2021: non disputato
- 2022:  Platinum
- 2023:  Ngezi Platinum Stars
- 2024:  Simba Bhora

## Vittorie per squadra
| Club                       | Vittorie | Secondi posti | Anni vittorie |
| -------------------------- | -------- | ------------- | --- |
| Dynamos (Harare)           | 22       | -             | 1963, 1965, 1966, 1970, 1976, 1978, 1980, 1981, 1982, 1983, 1985, 1986, 1989, 1991, 1994, 1995, 1997, 2007, 2011, 2012, 2013, 2014 |
| Highlanders (Bulawayo)     | 7        | -             | 1990, 1993, 1998/99, 2000, 2001, 2002, 2006                                                                                        |
| CAPS Utd (Harare)          | 5        | -             | 1979, 1996, 2004, 2005, 2016 |
| Platinum (Zvishavane)      | 4        | -             | 2017, 2018, 2019, 2022 |
| Bulawayo Rovers            | 2        | -             | 1962, 1964 |
| Bulawayo Sables            | 2        | -             | 1968, 1969 |
| Harare Sables (Harare)     | 2        | -             | 1972, 1974 |
| Zimbabwe Saints (Bulawayo) | 2        | -             | 1977, 1988 |
| Black Rhinos (Harare)      | 2        | -             | 1984, 1987 |
| State House Tornados       | 1        | -             | 1967 |
| Arcadia                    | 1        | -             | 1971 |
| Metal Box                  | 1        | -             | 1973 |
| Chibuku Shumba             | 1        | -             | 1975 |
| Black Aces                 | 1        | -             | 1992 |
| Amazulu (Harare)           | 1        | -             | 2003 |
| Monomotapa United (Harare) | 1        | -             | 2008 |
| Gunners (Harare)           | 1        | -             | 2009 |
| Motor Action (Mutare)      | 1        | -             | 2010 |
| Chicken Inn (Bulawayo)     | 1        | -             | 2015 |
| Ngezi Platinum Stars       | 1        | -             | 2023 |
| Simba Bhora                | 1        | -             | 2024 |